# توس

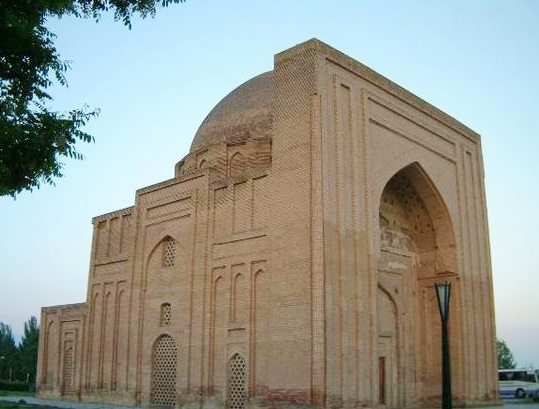
هارونیه

توس شهری تاریخی در استان خراسان رضوی که در ۲۰ کیلومتری شمال غربی مشهد واقع شده است. آثار باستانی این شهر، مخصوصاً کهن دژ، پس از قرن‌ها، هنوز به جا مانده است.
این شهر یک بار در طی حملهٔ مغول، و بار دیگر توسط تیموریان تخریب، و بسیاری از مردمان‌اش به قتل رسیدند. توس در تاریخ ۲۶ آبان ۱۳۷۵ با مجموعه ارگ و برج و بارو با شماره ۱۷۵۸ در فهرست آثار ملی ایران ثبت شده است.

## تاریخچهٔ توس
از نوشته‌های مورخان یونانی برمی‌آید که در دورهٔ هخامنشیان شهر توس به نام «سوسیا» (Susia) یاد می‌شد و یکی از پایتخت‌های ایالت پارت در شمال شرقی ایران و منطبق بر استان خراسان امروزی بوده است: برخی از محققان بر این باورند که سوسیا همان توس امروزی است.
تاکنون دربارهٔ نام توس وجه تسمیهٔ دقیقی ابراز نشده، ولی «بارتلمه» برای واژهٔ tusa ریشهٔ taos را پیشنهاد داده است. این ریشه دارای دو معنی «خالی» و «رها» است. این نام هم بر پهلوانی ایرانی و هم بر منطقه‌ای در خراسان گفته می‌شود. توس یکی از شانزده سرزمین مهم و مقدسی بوده که در کتاب دینی ایرانیان اوستا از آن به نام «اُوروِ» یاد شده است. نام توس تا دورهٔ ساسانی مشخصاً در متون و منابع نیامده و در کتیبه‌های دورهٔ هخامنشی، شهرهای شمال شرق کشور با نام ایالت پرثوه، جزئی از قلمرو امپراتوری هخامنشی آمده است. در دورهٔ اشکانی نیز نامی از این شهر در دست نیست؛ اما در دورهٔ ساسانی جز چند مورد که حوادثی در این شهر اتفاق می‌افتاده، تاریخ این شهر را باید در لابه‌لای حوادث و تاریخ منطقهٔ خراسان جستجو کرد.
در یکی از بخش‌های اوستا نام توس، پسر نوذر به عنوان یلی جنگجو آمده است که در برابر پسرانِ دلیرِ ویسه می‌جنگد و از ایزدبانو «اردویسور اناهید» تقاضای یاری می‌کند. پس از آن، بیشتر فردوسیِ توسی است که نام این دیار را بارها در شاهنامه گنجانیده، و به گفتهٔ او سام نیای رستم در کنار کشف‌رود توس با اژدهایی جنگیده و آن را کشته است. کیکاووس نیز گنجی به نام عروس در توس پنهان داشته که چون نوبت به کیخسرو رسیده او به گودرز گفته است تا آن را به پهلوانان ایران، چون زال و گیو و خداوند رخش (رستم) ببخشد. بالاخره یزدگرد رام‌گر یا اثیم (یزدگرد یکم شاهنشاه ساسانی)، که پدر بهرام گور بوده، به روایت فردوسی در کنار چشمهٔ سو توس بر اثر جفتهٔ اسبی آبی کشته شده است. اما این همه، پیش از آن که اهمیت تاریخی داشته باشد خبر از اهمیت توس در عهد باستان می‌دهد.
واژهٔ توس در قرن دهم م. به مجموعه‌ای از چندین پارچه‌آبادی و روستاها گفته می‌شد (معجم‌البلدان توس را شامل ده هزار پارچه‌آبادی دانسته است) و کوره (ده) نوقان و کوره (ده) تابران و روستای سناباد که امروزه در داخل شهر مشهد واقع شده‌اند جزو منطقه توس به‌شمار می‌آمد که در سال ۸۰۹ م. هارون الرشید و در سال ۸۱۸ م. علی بن موسی الرضا پیشوای هشتم شیعیان در آن مدفون گردید، جغرافی‌دانان آن‌جا را ولایت توس می‌نامیدند که همه دشت (فلات) مشهد فعلی را در برمی‌گرفت و روستای توس از همه آن‌ها آبادتر بود.
در زمان جغرافیانویسان عرب شهر توس به واسطهٔ رونق و ترقی نیشابور اهمیت درخوری نداشت. توس هم مانند نیشابور به دست تولوی پسر چنگیزخان خراب و در زمان اوغدی (اوکتای) جانشین چنگیز به تجدید عمارتش پرداختند و از آن به بعد چند مرتبه مقر فرمانروایان مغول شد. پس از سقوط مغول‌های ایران، توس با قوچان و کلات و ابیورد و نسا و واحهٔ مرو در جزو قلمرو دولت کوچکی که امیر ارغونشاه رئیس طایفهٔ جون غربانی تشکیل داده بود درآمد، پس از ارغونشاه پسرانش محمدبیگ و علی‌بیگ جانشین پدر شدند. علی‌بیگ در سال ۱۳۸۲ م. مجبور به اطاعت از تیمور شده بعد وی را به فرغانه اعزام و در سال بعد کشته ساختند.
در سال ۱۳۸۹ م. پس از شورشی، مردم توس را قتل‌عام کردند و در این رویداد حدود ده هزار نفر کشته شدند. بازسازی عمارت قلعهٔ توس پس از فوت تیمور و در سال ۱۴۰۵ م. انجام گرفت. در دوره‌های بعد، نام توس را با نام مشهد یک‌جا می‌برند، مشهد تدریجاً به واسطهٔ اهمیت مذهبی خود شهر توس را تحت‌الشعاع قرار داده و پایتخت خراسان گردید.

## توس در تقسیمات کشوری
در گذشته توس با نام «طابران طوس» شناخته می‌شده و بخشی از ولایت توس به‌شمار آمده است، با محو شدن نام توس از پسوند دیگر آبادی‌های منطقه از جمله سناباد توس و نوگان توس و تابران توس خود را به عنوان توس به مردم می‌شناسد.
توس تا بهمن ماه سال ۱۳۹۱ به عنوان یک روستای تابع مشهد شناخته می‌شد اما با تأیید شورای عالی معماری و شهرسازی کشور در تاریخ ۱۳۹۱/۱۱/۲۶ این روستا به عنوان یک محدودهٔ منفصل شهری به شهرداری مشهد واگذار شد. هم‌اکنون این ناحیه از مشهد، زیر نظر شهرداری منطقه دوازده مشهد، اداره می‌شود.

## بناهای تاریخی توس

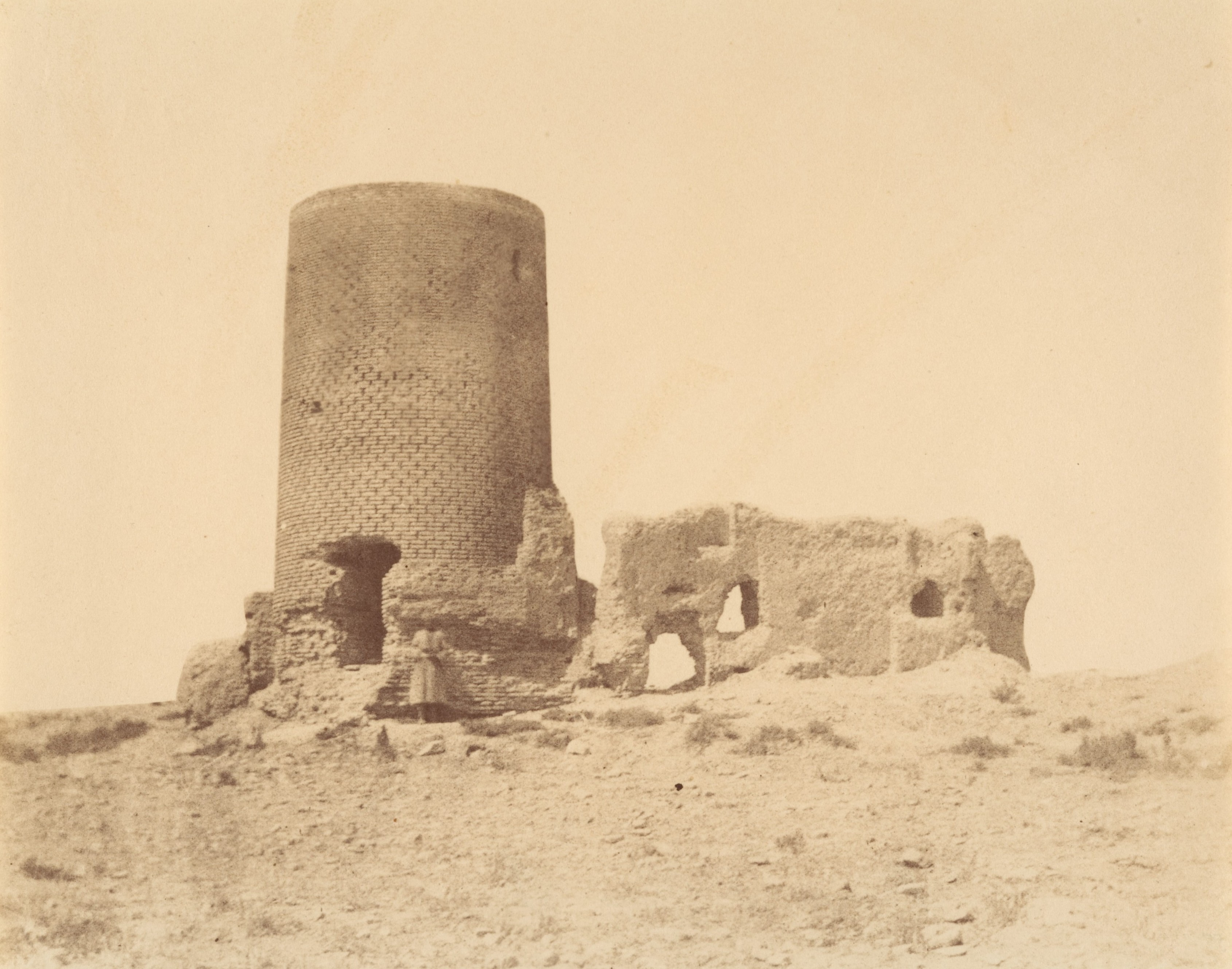
چشم‌اندازی از ویرانه‌های باروی توس در سده هجدهم میلادی اثر لوئیجی پشه

جهانگردی هندی که معاصر نادر شاه بود از مهاجرت تدریجی ساکنان توس به مشهد سخن رانده است و صنیع‌الدوله وزیر ایران (که بعدها ملقب به اعتمادالسلطنه گردید) قول این جهانگرد هندی را در کتاب خود به نام «مطلع‌الشمس» نقل کرده و وضع خرابه‌های توس در آن زمان را مفصلاً در این کتاب شرح داده است. در میان خرابه‌ها هیچ گونه آثاری که دارای تاریخ باشد، دیده نمی‌شود. صنیع‌الدوله دیوارهای شهر را که یک فرسخ دور آن است و ارگی را که در قسمت شمال شرقی بوده و عمارت بزرگ آن که در داخل شهر بوده را مسجد می‌انگارد و نیز در همه جا طول و عرض و ارتفاع دیوارها و برجها و خرابه‌های سایر عمارتها را ذکر کرده است.
در داخل ارگ قلعهٔ کوچکی بوده که بر روی تپهٔ مصنوعی ساخته بودند در کتاب یاد شده تصویر مسجد نیز ترسیم شده، این عمارت در نزد ایرانیان به نقاره‌خانه معروف است. فرزر در ضمن تعریف توس از منارهٔ کوچکی (در نزدیکی مسجد) و گنبد کوچکی در بالای قبر فردوسی که در بیرون شهر نزدیکی دروازهٔ جنوب شرقی واقع بوده سخن می‌راند به‌طوری‌که نقل می‌کنند ساختمان این گنبد را به عبیدالله‌خان بخارایی که در قرن شانزدهم م. زمامدار بوده نسبت می‌دهند.
در سال ۱۸۵۸ م؛ که خانیک‌اف به این سرزمین به سیاحت آمده بود دیگر آن گنبد نبود و در آن محل، گندم کاشته بودند. والنتین ژوکوفسکی به سال ۱۸۹۰ م. به محل یاد شده رفته و تنها تپه‌ای دیده بود که در آن کاوش‌هایی شده و این تپه از آجر و نیمه و قطعات کاشی که بدون شک از بنای خراب شده باقی‌مانده بودند تشکیل یافته است و شاید این همان بنایی باشد که فرزر مشاهده کرده بود. به‌طوری‌که دهقانان آن‌جا تعریف کرده بودند. تپهٔ مزبور را آصف‌الدوله حاکم سابق خراسان کنده و دور محوطه‌ای که تشکیل یافته بود آجر گرفته و دیواری در اطراف تپه کشیده می‌خواست بنایی روی آن بسازد لیک پیش از پایان کار بدرود زندگانی گفت.
زمانی بود که آرامگاه‌های احمد غزالی و محمد غزالی که دومی مؤلف کتاب شهیر احیاء علوم‌الدین است در نزدیکی آرامگاه فردوسی بود، آرامگاه محمد غزالی در قرن چهاردهم م. در ضمن شرح سیاحت ابن بطوطه بیان گردیده لیک در این زمان از بین رفته و اثری از آن نمانده است. توس در سمت شمالی کشف‌رود واقع است. در نزدیکی دروازهٔ جنوب شرقی توس در سر راه مشهد پل هشت‌چشمه‌ای از روی رودخانه ساخته بودند، پل یاد شده در این زمان به حال نیمه‌خراب باقی است. فرزر و صنیع‌الدوله هر یک شرحی در توصیف این پل نگاشته‌اند، مخصوصاً صنیع‌الدوله فاصلهٔ هر یک از چشمه‌ها را هم ذکر کرده، پلی که بر روی کشف‌رود قدری پایین‌تر بر سر راه کلات و مشهد (به فاصلهٔ پنج میل از مشهد) ساخته‌اند و دارای یازده چشمه است به وضع بهتر باقی‌مانده ولی نه به‌طوری‌که کاملاً بی‌عیب باشد. پل یاد شده به «پل شاه» معروف است.

## مشاهیر توس
توس در قرون گذشته زادگاه چهره‌های مهم فرهنگ و اندیشهٔ ایران‌زمین بود از جمله:
جابر بن حیان
دانشمند قرن نهم میلادی پدر علم شیمی ابداع کننده بسیاری از روش‌ها مانند تقطیر و ابزارهای اساسی شیمی مانند قرع و انبیق و مواد شیمیایی مهم.
دقیقی
از نخستین کسانی بود که پیش از فردوسی تلاش کرد داستان‌های ملی ایران را به شعر درآورد و از پیشگامان حماسه‌سرایی به زبان فارسی است. بخش کوچکی از بخش‌های آغازین شاهنامه سرودهٔ اوست که فردوسی آن‌ها را با ذکر نام نویسنده اصلی در اثر خود گنجانده است.
فردوسی
شاعر حماسه‌سرای ایرانی و سرایندهٔ شاهنامه، حماسهٔ ملی ایران، فردوسی را بزرگ‌ترین سرایندهٔ پارسی‌گو دانسته‌اند.
شیخ توسی
از علمای مشهور شیعه نویسنده دو اثر الاستبصار و تهذیب از کتب اربعه شیعه
اسدی توسی
از شعرای مهم حماسی و سرایندهٔ اثر حماسی گرشاسپ‌نامه
محمد غزالی
فیلسوف بزرگ دوران طلایی اسلام عضو دارالحکمه بغداد و استاد نظامیه بغداد
خواجه نظام‌الملک توسی
صدر اعظم ملکشاه سلجوقی و الپ ارسلان و نویسنده اولین اثر فلسفه سیاسی بنام سیاستنامه
خواجه نصیرالدین توسی
سازنده رصدخانه و کتابخانه مراغه و ابداع کننده علم مثلثات و نظریه خورشید مرکزی
شرف‌الدین طوسی
ریاضیدان بزرگ قرن ۱۲ میلادی ابداع کننده مفهوم تابع ریاضیاتی f(x) و مخترع روش محاسبات عددی برای حل معادله درجه سوم

### مقبرة الشعرا
در نزدیکی آرامگاه فردوسی، مقبرة الشعرا قرار دارد که آرامگاه شاعرانی همچون احمد گلچین معانی، عماد خراسانی، ذبیح‌الله صاحب کار، محمد قهرمان و غلامرضا شکوهی است

## توس در دانشنامه‌ها و واژه‌نامه‌های فارسی

### حدودالعالم
در کتاب «حدودالعالم» از شهر توس یاد شده است: صاحب حدود العالم ولایت توس را توصیف کرده و می‌نویسد:
«توس ناحیتی است و اندر وی شهرکهاست چون توران، نوقان، بروغون، رایکان، بنوازه و اندر میان کوه‌هاست و اندر کوه‌های وی معدن پیروزه و معدن مس و سرب و سرمه و شبه و دیگ سنگین و سنگ خان و شلواربند و جوراب خیزد، و به نوقان مرقد مبارک علی بن موسی الرضاست و آن جا مردمان به زیارت شوند و هم آن جا گور هارون الرشید است و از وی دیگ سنگی خیزد».

### نزهةالقلوب
در کتاب «نزهةالقلوب» از توس چنین یاد شده است:
«چند شهری است اندر ایران مرتفع‌تر از همه بهتر و سازنده‌تر از خوشی آب و هوا گنجهٔ پر گنج در اران، صفاهان در عراق در خراسان، مرو و توس در روم باشد اقسرا.»
توس از اقلیم چهارم، طولش از جزایر خالدات «صب لب» و عرض از خط استوا «لز». جمشید پیشدادی آن را ساخت، بعد از خرابیش، توس نوذر آن را تجدید عمارتش کرده و به نام خود منسوب گردانید و از مزار علی بن موسی در دیه (ده) سناباد به چهار فرسنگی توس است و قبر هارون الرشید، خلیفهٔ عباسی در مشهد آن حضرت است و مشهد توس از مشاهیر مزارات است و آن موضع اکنون شهر چه شده و از مشهد تا زاوهٔ سنجان پانزده فرسنگ است… و در جانب قبلی توس دروازه‌ای است که سه‌هزار ولی ابوبکر نام در مزارات این دروازه رودبار آسوده‌اند و در جانب شرقی او قبر محمد غزالی و احمد غزالی و مزار فردوسی و معشوق توسی هم آن‌جا است. مردم توس، نیکو سیرت و پاک اعتقاد و غریب دوست باشند و از میوه‌های آن‌جا انگور و انجیر و بسیار شیرین باشد و در حوالی توس مرغزاری است آن را مرغزار رایکان گویند. گروهی از بزرگان چون جابر ابن حیان، پدر شیمی، فردوسی، خواجه نظام‌الملک، محمد ابن اسلم، محمد غزالی، خواجه نصیرالدین توسی از آن‌جا باشند.

### معجم‌البلدان
یاقوت حموی در نیمه اول قرن هفتم هجری از توس چنین یاد کرده: 
«توس شهری است در خراسان که فاصله میان آن و نیشابور ده فرسخ می‌باشد و مشتمل است بر دو شهر (طابران و نوقان)، نوقان یکی از آن دو شهر است که دارالملک توس را تشکیل می‌داده است و برای این دو شهر بیشتر از هزار قریه هست و طوس در زمان عثمان بن عفان فتح شده و در این شهر است قبر علی بن موسی الرضا و قبر هارون الرشید»

### مسعر ابن مهلهل
از شهر توس در کتاب «مسعر ابن مهلهل» چنین یاد شده است: «توس چهار شهر است که دو شهر آن بزرگ و دو کوچک اند و در آن آثار بناهای اسلامی مهمی وجود دارد، همچنین خانهٔ حمید ابن قحطبه در آن شهر است که مساحت آن یک میل در یک میل است و آرامگاه علی بن موسی الرضا و قبر هارون در برخی از بوستان‌های آن خانه است و میان توس و نیشابور قصر با شکوه عظیمی است که آن را بنیانی بس استوار است و من به بلندی دیوارها و استواری بنیان آن قصری ندیده‌ام و در داخل آن کاخ مقصوره‌هایی است که زیبایی آن‌ها مایهٔ حیرت و شگفتی است. همچنین در درون قصر مزبور نوعی عمارت طولانی و دراز و رواقها و گنجینه‌ها و خلوتخانه‌هاست. من از چگونگی آن کاخ پرسیدم و دیدم مردم شهر به اجماع معتقدند که بنای مزبور یادگار یکی از تبابعه است که از یمن به قصد تسخیر کشور چین حرکت کرده است و چون بدین جایگاه رسیده است بر آن شده است که حرمسرا و گنجینه‌ها و ذخایر خود را در محلی بگذارد و خود سبک‌تر به سیر خود ادامه دهد بدین منظور این کاخ را بنیان نهاده و نهر بزرگی در آن جاری ساخته است که آثار آن نمودار است، آن‌گاه گنج‌ها و ذخایر و حرمسرای خود را در آن‌جا گذارده و خود به چین رهسپار شده و پس از رسیدن به مقصود خود بدین جایگاه بازگشته است و آن‌گاه برخی از ذخایری را که در کاخ به ودیعت سپرده است با خود به یمن برده و بسیاری از آن‌ها را هم در همان کاخ باقی گذارده است ولی جایگاه گنجها و ذخایر مزبور را از نظرها نهان ساخته و صفات مواضع آن‌ها را با آن‌ها نوشته است و در زیر خاک مدفون ساخته است و این وضع بر این کیفیت همچنان باقی بوده است، کاروانها و مسافران بدان کاخ فرود می‌آمده‌اند و از ذخایر و گنجینه‌های نهفته در آن به هیچ رو آگاه نبوده‌اند تا سرانجام این راز آشکار می‌شود و اسعد ابن ابی‌یعفر، صاحب کحلان در روزگار ما این گنجینه‌ها را بیرون می‌آورد، چه وی از صفات گنجینه‌ها آگاه می‌شود و بی‌درنگ گروهی را برای بیرون آوردن آن‌ها بدان سوی گسیل می‌دارد و آن‌ها گنجینه‌ها را به یمن نزد وی می‌برند.»

## بازسازی آرامگاه فردوسی در توس
بازسازی نمادهای فرهنگی همچون «آرامگاه فردوسی» در توس به سال ۱۳۱۳ خورشیدی به وسیله انجمن آثار ملی در ایران که اکنون به انجمن آثار و مفاخر فرهنگی تغییر نام داده است، انجام گرفت و گمانه‌زنی‌های باستان‌شناسانه نمادهای تاریخی توس در چند دهه پیش‌روی همچون «ارگ توس» و «باره توس» شامل دیواره‌هایی کهن و چهار دروازه مرو، رزان، نوغان و ترقیذ و نیز «بقعه هارونیه»، «میل اخنگان»، «آرامگاه محمد غزالی» و «روستای پاژ» زادگاه حکیم ابوالقاسم فردوسی توسی را به گردشگران و پژوهشگران معرفی نموده است.

## شورای احیای مجموعه فرهنگی تاریخی توس
برای بازسازی شهر توس در تاریخ ۱۳۷۸/۶/۹ سند ملی آیین‌نامه «شورای احیای مجموعه فرهنگی تاریخی توس» به تصویب شورای عالی انقلاب فرهنگی ایران رسیده است، شورای عالی انقلاب فرهنگی وظیفه نظارت عالی بر همه نهادهای فرهنگی در ایران را بر عهده دارد.
در سند ملی آیین‌نامه «شورای احیای مجموعه فرهنگی تاریخی توس» ضمن تأیید ضرورت بازسازی توس بر لزوم تعامل نهادهای کارگزار فرهنگی ایران با تشویق و مشارکت سرمایه‌های بخش خصوصی تأکید شده تا آن‌که مجموعه توس در خور جایگاه فردوسی باشد و نیز با معرفی ارزشهای فرهنگی و تاریخی توس به جهانیان به محلی برای تبادل فرهنگی در سطح کشوری و برون‌مرزی تبدیل شود.
شورای احیای مجموعه فرهنگی تاریخی توس، شامل هفت نهاد حقوقی در ایران است و وظایف این شورا بررسی و تعیین سیاست‌های کلی در زمینه احیای مجموعه فرهنگی تاریخی توس و آرامگاه فردوسی، بررسی، تصویب و تعیین اولویتها و پیشنهادهای ارائه شده از سوی ستاد برنامه‌ریزی و هماهنگی این مجموعه و نظارت بر حسن اجرای برنامه‌های مصوب می‌باشد.
اعضای شورای سیاستگذاری احیای مجموعه فرهنگی تاریخی توس، وزیر فرهنگ و ارشاد اسلامی به عنوان رئیس شورا، رئیس سازمان برنامه و بودجه که اکنون به معاونت برنامه‌ریزی و نظارت راهبردی ریاست جمهوری تغییر نام داده است، وزیر مسکن و شهرسازی، استاندار خراسان که اکنون به خراسان رضوی تغییر نام داده است، قائم مقام تولیت آستان قدس رضوی، نماینده مجمع نمایندگان استان خراسان رضوی در مجلس شورای اسلامی، رئیس سازمان میراث فرهنگی کشور که اکنون به سازمان میراث فرهنگی، صنایع دستی و گردشگری تغییر نام داده است به عنوان دبیر این شورا می‌باشد.
شورای احیای مجموعه فرهنگی تاریخی توس از سال ۱۳۷۸ که به صورت رسمی در ایران راه‌اندازی شده است، گزارشی واضح، معتبر و دقیق و جامع از فعالیت‌های خود ارائه نداده است.

## پیگیری ثبت توس در یونسکو
آرامگاه فردوسی در سازمان میراث فرهنگی و گردشگری ایران به ثبت ملی رسیده است و به پیشنهاد سازمان میراث فرهنگی و بنیاد فردوسی تلاش شده است پرونده ثبت آرامگاه فردوسی که در ایران «مجموعه فرهنگی تاریخی توس» نامگذاری شده است در فهرست آثار تاریخی یونسکو پیگیری شود اما با وجود احداث دکل‌های برق فشار قوی در حریم منظری در پشت این آرامگاه، آماده‌سازی پرونده ثبت جهانی مجموعه فرهنگی تاریخی توس به تعویق افتاده است.

## پیشنهاد بنیاد فردوسی برای بازسازی توس
برای همیاری در بازسازی زادگاه و آرامگاه فردوسی (روستای پاژ و مجموعه فرهنگی تاریخی توس) در تاریخ ۱۳۸۴/۱۲/۲۷ بنیاد فردوسی با مجوز رسمی سازمان میراث فرهنگی و گردشگری به ثبت رسمی در ایران رسیده است و در بخشی از اساسنامه مصوب این سازمان مردم‌نهاد، هرگونه فعالیت در راه بازشناسی فردوسی و یاری‌رساندن به گسترش زبان فارسی در ایران و جهان به ویژه راه‌اندازی فرهنگ‌سرای فردوسی، بوستان‌سرای مفاخر ایران و نیز کتابخانه تخصصی و مرکز اسناد فرهنگی در روستای پاژ و مجموعه فرهنگی تاریخی توس و نظارت بر حسن اداره این مجموعه‌ها تأکید گردیده است که ظرفیتی افزون بر سند ملی احیای مجموعه فرهنگی تاریخی توس برای همیاری با نهادهای کارگزار فرهنگی در سطح کشوری و استانی را فراهم آورده است.
برای محقق ساختن «طرح ملی احیای مجموعه فرهنگی تاریخی توس» بنیاد فردوسی نیز طرحی با نام «بازسازی زادگاه و آرامگاه فردوسی» را به نهادهای متولی فرهنگی استان خراسان رضوی ارائه نموده و آمادگی رسمی برای همیاری با نهادهای استانی در خراسان رضوی را برای بازسازی شهر توس و روستای پاژ را اعلام نموده است.

## طرح بازسازی زادگاه و آرامگاه فردوسی
برای احیای ریشه‌های کهن زبان پارسی دری در خراسان بزرگ، بنیاد فردوسی پیشنهاد داده است تا با پشتیبانی سازمان‌های کارگزار فرهنگی ایران از جمله سازمان میراث فرهنگی، صنایع دستی و گردشگری، شهر توس و روستای پاژ به‌عنوان قطب گردشگری فرهنگی و تاریخی در آسیای میانه طرحی جامع اجرایی شود.
حوزهٔ تمدنی خراسان بزرگ شامل استان‌های سه‌گانهٔ خراسان ایران و کشورهای تاجیکستان، ازبکستان، افغانستان و ترکمنستان است که از این منطقه تاریخی مفاخر مشهوری برخاستند که در فرهنگ و ادب زبان پارسی به عنوان مفاخر مشترک شناخته می‌شوند که از آن میان می‌توان به فردوسی، رودکی، ناصر خسرو قبادیانی، عطار نیشابوری، خواجه نصیرالدین توسی، مولوی، خیام، خوارزمی، پور سینا، ابوریحان بیرونی، عبدالرحمن جامی، عبداله انصاری، ابوالفضل بیهقی، ابن‌یمین، محمد غزالی، فارابی و… اشاره داشت.
بنیاد فردوسی برای راه‌اندازی «طرح ملی زادگاه و آرامگاه حکیم توس» پیشنهاد داده است در شهر توس فرهنگ‌سرا و بوستان‌سرای فردوسی، تالار همایشها، مجتمع فرهنگی ورزشی و نمایشگاه صنایع‌دستی ایران و آسیای میانه، موزه، کتابخانه تخصصی، مرکز اسناد فرهنگی، دانشگاه ادب پارسی و ایران‌شناسی در کنار آرامگاه فردوسی تأسیس شود و شهرک پژوهشی و گردشگری شاهنامه در کنار دهکده نمونه پاژ برای ایجاد کارگاه‌های هنرهای دستی، کشاورزی و دامداری علمی و تشکیل کلینیک تخصصی پزشکی در زادگاه فردوسی راه‌اندازی گردد تا شهر توس با توجه به پیشینهٔ تاریخی چند هزار ساله از نظر گردشگری به قطبی تبدیل گردد.
در طرح ملی زادگاه و آرامگاه حکیم توس با تصویرسازی مثلث متساوی‌الاضلاعی که در هر گوشه‌اش یک مرکز جذاب برای گردشگری زیارتی، تاریخی و فرهنگی ترسیم شده است. در سه گوشه مثلث فرضی یاد شده جذب گردشگر مذهبی، تاریخی و فرهنگی با وجود بارگاه علی بن موسی الرضا، پیشوای هشتم شیعیان در شهر مشهد و آرامگاه فردوسی در شهر توس و زادگاه فردوسی در روستای پاژ فراهم خواهد آمد و بدین ترتیب یکی از قطبهای گردشگری جهان اسلام پیش‌بینی شده است.
در چند سال اخیر بازسازی فضای بیرونی آرامگاه مورد توجه قرار گرفته است. در همین راستا بازآفرینی جلوخان با پیگیری‌های شهرداری و شورای پنجم شهر مشهد و پس از امضای تفاهم نامهٔ مشترکی از سوی قاسم تقی‌زاده شهردار سابق مشهد، محمدرضا حیدری رئیس شورای شهر مشهد و مدیرکل میراث فرهنگی، صنایع دستی و گردشگری خراسان رضوی، در اردیبهشت سال ۱۳۹۷ آغاز شد. پروژهٔ جلوخان، بازپیرایی فضای حریم آرامگاه فردوسی است که مورد غفلت واقع شده بود. فاز سوم جلوخان در ۱۹ تیرماه ۱۳۹۹ افتتاح شد.